# Cantone di Sartena
Il Cantone di Sartena era una divisione amministrativa dell'arrondissement di Sartena.
A seguito della riforma approvata con decreto del 24 febbraio 2014, che ha avuto attuazione dopo le elezioni dipartimentali del 2015, è stato soppresso.
I 7 comuni facenti parte prima della riforma del 2014 erano:
- Belvédère Campomoro
- Bilia
- Foce
- Giuncheto
- Granace
- Grossa
- Sartena